# Santuari della Val Seriana
Nella Val Seriana, in provincia di Bergamo, si trovano una serie di santuari mariani, ognuno dei quali è legato ad una manifestazione della Madonna e che conservano opere di alcuni tra i maggiori artisti nella zona.

## Santuario della Madonna del Perello
Venne edificato a Sambusita (Valle Brembana) dopo quattro apparizioni della Madonna ad un contadino, avvenute nel 1413. Nonostante l'unico accesso fosse costituito in origine da mulattiere, assunse ben presto una notevole importanza. L'eremo conserva ancora l'aspetto originario, con tre chiese quasi sovrapposte, un campanile, due sagrestie e locali per l'accoglienza dei pellegrini. Il santuario è aperto dal lunedì di Pasqua ad Ognissanti.

## Santuario della Forcella
Chiamato anche chiesa della Madonna delle Neve, si trova a Pradalunga, a 630 metri s.l.m. Vi si conserva un dipinto raffigurante la Madonna con il Cristo, che in origine era venerato dai contadini in un'edicola.  Agli inizi del XVII secolo la peste che infuriava nella regione cessò in seguito alle invocazioni del popolo presso questa immagine sacra e per ringraziamento venne edificata la chiesa, inaugurata nel 1640, e venne istituita una processione. Il santuario conserva circa 50 ex voto di grazie ottenute per intercessione della Madonna.

## Santuario della Madonna della Gamba
La Madonna era già venerata in una piccola chiesa risalente al XIV secolo, nella quale apparve nel 1440 ad una ragazza di dodici anni che vi si era recata a pregare con la madre per ottenere le venisse risparmiata l'amputazione di una gamba. Nel 1740 venne inaugurata sopra l'antica cappella una nuova chiesa più ampia, progettata da Giovan Battista Caniana, a navata unica. Nel 1797 vi fu aggiunto un campanile in stile rococò. Nell'abside sono custodite tre dipinti: l'"Annunciazione dell'Angelo a Maria" e la "Fuga in Egitto", di Francesco Capella, e l'Apparizione della Madonna di Carlo Ceresa; nella chiesa si trovano inoltre il gruppo scultoreo dell'"Apparizione", di Andrea Fantoni e diversi ex voto.

## Santuario della Madonna d'Erbia
Si trova in cima al monte d'Erbia, a circa un chilometro dal "Santuario della Trinità". La chiesa venne costruita nel 1813 e vi si conserva una fedele riproduzione di una venerata immagine, distrutta da un contadino. Secondo la leggenda il 6 agosto del 1839 vi apparve la Madonna, vestita di bianco e di rosso, ad un giovane che si era rifugiato per trovare protezione da un violento temporale. La Madonna, lasciandogli del cibo, gli assicurò che il padre l'avrebbe trovato e così accadde.
La chiesa venne ampliata tra il 1878 e il 1881 e nuovamente nel 1927-28.
La festa viene celebrata il 5 agosto e vengono distribuiti dei panini con l'impronta della Madonna d'Erbia per i malati.

## Santuario della Madonna dello Zuccarello
La tradizione fa risalire la fondazione del santuario all’8 dicembre 1374 per volontà del nobile Bernardo Vitalba, che sul colle aveva il suo castello. Per secoli la chiesa rimase di proprietà della famiglia Vitalba e solo nel 1847 fu trasferita alla Fabbriceria della Parrocchia di Nembro. Lungo la mulattiera che sale alla chiesa vi sono le tribuline dei Misteri del Rosario, documentate nel 1738 ma probabilmente erette nella metà del ‘600. La festa patronale, particolarmente frequentata dai nembresi, ricorre l’8 agosto.

## Santuario della Madonna del Frassino (Oneta)
Nel corso della sua lunga storia, il santuario, sito nel comune di Oneta, si è arricchito di opere d’arte significative: affreschi, quadri, sculture e arredi che colpiscono per l’alto livello qualitativo, frutto del talento raffinato di tanti artigiani che hanno dato un grande contributo per il decoro del santuario. Primo fra tutti Gerolamo da Santa Croce, con il meraviglioso polittico sopra l’altare maggiore del 1524; Antonio Cifrondi, con la pala d’altare di destra del 1720 circa; Grazioso Fantoni, con i due splendidi angeli adoranti in marmo bianco di Carrara del 1760; Giovanni Brighenti, con i quattro affreschi sulla navata centrale del 1830 circa, ed altri artisti meno noti o ignoti, ma che hanno dato lustro al santuario.

## Santuario di San Patrizio
A Colzate, dal lontano 1166, esiste uno dei pochi santuari italiani dedicati a San Patrizio, luogo di grande devozione da parte delle vicine comunità di Colzate e Vertova, ma anche meta di moltissimi visitatori attirati anche dallo straordinario panorama che si gode dal suo porticato e dalla rigogliosa natura che lo circonda. Tra leggende, storia, arte e natura, una suggestiva visita guidata porta a conoscere questa imponente struttura sacra che dall’alto accoglie chiunque si trovi a passare in direzione dell'alta val Seriana.